# Ashok-Alexander Sridharan
Ashok-Alexander Sridharan (Bonn, 15 giugno 1965) è un politico tedesco, sindaco di Bonn dal 2015 al 2020.